# 5630 Billschaefer
5630 Billschaefer è un asteroide della fascia principale. Scoperto nel 1993, presenta un'orbita caratterizzata da un semiasse maggiore pari a 2,2438296 UA e da un'eccentricità di 0,1402378, inclinata di 2,89737° rispetto all'eclittica.